# دانی سوارز
دانی سوارز (فرانسوی: Dani Suárez‎؛ زادهٔ ۷ مهٔ ۱۹۹۰) بازیکن فوتبال اهل اسپانیا است.

## باشگاهی
از باشگاه‌هایی که در آن بازی کرده‌است می‌توان به باشگاه فوتبال گورنیک زابژه و باشگاه فوتبال رئال مادرید اشاره کرد.